# Le Petit Boulanger de Venise (film, 1939)
Pour les articles homonymes, voir Le Petit Boulanger de Venise et Il fornaretto di Venezia.
Pour plus de détails, voir Fiche technique et Distribution.
Le Petit Boulanger de Venise (Il fornaretto di Venezia) est un mélodrame historique italien réalisé par Duilio Coletti et sorti en 1939.
C'est une des nombreuses adaptations de la légende du Petit Boulanger de Venise (it) et de la pièce homonyme (it) écrite par Francesco Dall'Ongaro (it) en 1855.

## Synopsis
À Venise en 1507 : Piero Tasca est un jeune et honnête garçon, surnommé le « Petit Boulanger » car il est le fils du boulanger Stefano Tasca. Ce dernier est injustement accusé par la police du meurtre du noble Alvise Duodo, dont il a trouvé le cadavre dans les rues de la ville, lors de sa tournée habituelle pour la livraison du pain du matin. Alvise était un homme que Piero n'aimait pas, car dans le passé il avait attaqué l'honneur de sa sœur cadette Annetta. Le vrai coupable du crime d'Alvise est Lorenzo Loredano, un autre noble qui travaille pour la petite amie de Piero, Olimpia Zeno, que l'homme a tué après avoir découvert qu'il entretenait une relation adultère avec sa femme, Elena.

## Fiche technique
Sauf indication contraire, les informations mentionnées dans cette section peuvent être confirmées par la base de données cinématographiques IMDb,  présente dans la section « Liens externes ».
- Titre français : Le Petit Boulanger de Venise[1]
- Titre original italien : Il fornaretto di Venezia[2]
- Réalisation : Duilio Coletti
- Scenario : Duilio Coletti, Luciano Doria (it), Tomaso Smith (it) d'après la pièce Il fornaretto (it) de Francesco Dall'Ongaro (it)
- Photographie :	Jan Stallich
- Montage : Maria Rosada (it)
- Assistant à la réalisation : Primo Zeglio
- Musique : Piero Giorgi
- Décors : Enrico Verdozzi (it), Antonio Tagliolini (it)
- Costumes : Bianca Emanuela Bacicchi
- Production : Max Calandri (it)
- Société de production : Vi-Va Film
- Pays de production :  Royaume d'Italie
- Langue originale : Italien
- Format : Noir et blanc - 1,37:1 - Son mono - 35 mm
- Genre : Mélodrame historique
- Durée : 74 min (1 h 14[2])
- Date de sortie :
  - Royaume d'Italie : 23 octobre 1939
  - France : 5 juin 1942

## Distribution
- Roberto Villa : Piero Tasca, dit « Le Petit Boulanger » (« Il fornaretto » en VO)
- Clara Calamai : Olimpia Zeno
- Elsa De Giorgi : Annetta Tasca
- Osvaldo Valenti : Alvise Duodo
- Enrico Glori : Lorenzo Loredano
- Letizia Bonini : Elena Loredano
- Carlo Tamberlani : Mocenico
- Gero Zambuto : Stefano Tasca, le boulanger
- Cesare Polacco : Barnaba
- Ermanno Roveri : Tonin
- Stefano Sibaldi : Zuane
- Renato Chiantoni : Cesco